# Toruń (województwo lubelskie)
Toruń – wieś w Polsce, położona w województwie lubelskim, w powiecie chełmskim, w gminie Rejowiec Fabryczny.
| SIMC    | Nazwa   | Rodzaj     |
| ------- | ------- | ---------- |
| 0106000 | Dębina  | część wsi  |
| 0106023 | Osowiec | przysiółek |
| 0106017 | Rybno   | część wsi  |

W latach 1975–1998 wieś położona była w województwie chełmskim.
Wieś jest sołectwem w gminie Rejowiec Fabryczny.Według Narodowego Spisu Powszechnego (III 2011 r.) liczyła 180 mieszkańców i była dziesiątą co do wielkości miejscowością gminy Rejowiec Fabryczny.
Wierni Kościoła rzymskokatolickiego należą do parafii Przemienienia Pańskiego w Borowicy.